# Springfield, Louisiana
Springfield är en kommun (town) i Livingston Parish i Louisiana. Vid 2010 års folkräkning hade Springfield 487 invånare.